# Pantonyssus flavipes
Pantonyssus flavipes là một loài bọ cánh cứng trong họ Cerambycidae.